# Paraorthacodus
Paraorthacodus — вымерший род акул из семейство Palaeospinacidae отряд Synechodontiformes. Время существования: нижняя юра — палеоцен.
Известны находки как изолированных зубов, так и скелетов. Зубы имеют характерный вид: центральную вершину окружают по бокам 2-3 пары боковых зубцов.

## Ссылка
1. ↑  Jim Bourdon. Paraorthacodus (англ.). The Life and Times of Long Dead Sharks (2002). Дата обращения: 13 мая 2012. Архивировано 6 июля 2013 года.